# Дламини, Обед
Обед Мфаньяна Дламини (англ. Obed Mfanyana Dlamini; 4 апреля 1937, Мхлошени, протекторат Свазиленд — 18 января 2017, Йоханнесбург, ЮАР) — свазилендский государственный деятель, премьер-министр Свазиленда (1989—1993).

## Биография
Получил педагогическое образование, с 1961 по 1964 год работал учителем. Затем он работал сотрудником финансовых учреждений. Позднее он стал генеральным секретарём Национальной федерации профсоюзов.
Избирался в парламент от округа Нхламбени.
В 1989—1993 годах — премьер-министр Свазиленда, на этот период пришлись наиболее массовые протесты с требованием реформ в политической системе страны.
С 1993 года являлся сенатором, а с 1999 года — преемником Амброза Зване (Амброуза Цване) на посту председателя оппозиционного Национального освободительного конгресса Нгване (NNLC), который не был признан легальной партией.
Также член королевского консультативного совета и с 2009 года входил в состав Ликоко (совета пятнадцати членов королевской семьи и вождей племен).